# Prawo sąsiedzkie
Prawo sąsiedzkie – zespół norm określających uprawnienia i obowiązki właściciela nieruchomości w stosunkach sąsiedzkich.

## Rozwój historyczny
- W Księdze elbląskiej występuje regulacja, że sąsiad właściciela ogrodu, w którym rósł chmiel przerastający na nieruchomość uprawnionego sąsiada, mógł żądać usunięcia pędów. Niezastosowanie się do żądań sąsiada, dawało temu ostatniemu prawa zebrania chmielu.
- W Polsce istniało także prawo kobylego pola, zgodnie z którym można było po zbiorach wypasać na cudzych polach bydło i stada kobył ze źrebakami.
- Statut warcki z 1423 roku zezwalał na polowania na cudzym terenie i na łowienie ryb w obcej rzece od zebrania plonów do św. Wojciecha (23 kwietnia).
- Istniał zakaz zabudowy w odległości rzutu siekierą od miedzy granicznej.
- Obowiązek nienaruszania znaków granicznych (kopców, drzew).

## Obecny stan prawny
Prawo sąsiedzkie nie stanowi formalnie wyodrębnionego działu prawa cywilnego, zaś jego normy rozsiane są po różnych aktach prawnych. Trzon prawa sąsiedzkiego stanowią art. 143-154 kodeksu cywilnego, które określają zasady korzystania z nieruchomości oraz regulują stosunki graniczne. Do prawa sąsiedzkiego zaliczają się również przepisy ustaw szczególnych normujące zasady rozgraniczania nieruchomości sąsiednich i stosunki wodne.
Kodeks cywilny reguluje następujące kwestie związane z prawem sąsiedzkim:
- Właściciel nieruchomości powinien przy wykonywaniu swego prawa powstrzymywać się od działań, które by zakłócały korzystanie z nieruchomości sąsiednich ponad przeciętną miarę, wynikającą ze społeczno-gospodarczego przeznaczenia nieruchomości i stosunków miejscowych.
- Jeżeli nieruchomość nie ma odpowiedniego dostępu do drogi publicznej lub do należących do tej nieruchomości budynków gospodarskich, właściciel może żądać od właścicieli gruntów sąsiednich ustanowienia za wynagrodzeniem potrzebnej służebności drogowej (droga konieczna, a w przypadku posiadacza samoistnego nieruchomości na jego rzecz może być ustanowiona wyłącznie służebność osobista).
- Właścicielowi nie wolno dokonywać robót ziemnych w taki sposób, żeby to groziło nieruchomościom sąsiednim utratą oparcia.
- Owoce spadłe z drzewa lub krzewu na grunt sąsiedni stanowią jego pożytki (nie stosuje się, gdy grunt sąsiedni jest przeznaczony na użytek publiczny).
- Właściciel gruntu może wejść na grunt sąsiedni w celu usunięcia zwieszających się z jego drzew gałęzi lub owoców (właściciel sąsiedniego gruntu może jednak żądać naprawienia wynikłej stąd szkody).
- Właściciel gruntu może obciąć i zachować dla siebie korzenie, gałęzie i owoce przechodzące z sąsiedniego gruntu (właściciel powinien jednak uprzednio wyznaczyć sąsiadowi odpowiedni termin do ich usunięcia).
- Jeżeli przy wznoszeniu budynku lub innego urządzenia przekroczono bez winy umyślnej granice sąsiedniego gruntu, właściciel tego gruntu nie może żądać przywrócenia stanu poprzedniego, chyba że bez nie uzasadnionej zwłoki sprzeciwił się przekroczeniu granicy albo że grozi mu niewspółmiernie wielka szkoda. Może on żądać albo stosownego wynagrodzenia w zamian za ustanowienie odpowiedniej służebności gruntowej, albo wykupienia zajętej części gruntu, jak również tej części, która na skutek budowy straciła dla niego znaczenie gospodarcze.
- Właściciele gruntów sąsiadujących obowiązani są do współdziałania przy rozgraniczeniu gruntów oraz przy utrzymywaniu stałych znaków granicznych; koszty rozgraniczenia oraz koszty urządzenia i utrzymywania stałych znaków granicznych ponoszą po połowie.
- Jeżeli granice gruntów stały się sporne, a stanu prawnego nie można stwierdzić, ustala się granice według ostatniego spokojnego stanu posiadania. Gdyby również takiego stanu nie można było stwierdzić, a postępowanie rozgraniczeniowe nie doprowadziło do ugody między interesowanymi, sąd ustali granice z uwzględnieniem wszelkich okoliczności; może przy tym przyznać jednemu z właścicieli odpowiednią dopłatę pieniężną.
- Domniemywa się, że mury, płoty, miedze, rowy i inne urządzenia podobne, znajdujące się na granicy gruntów sąsiadujących, służą do wspólnego użytku sąsiadów. To samo dotyczy drzew i krzewów na granicy. Korzystający z wymienionych urządzeń obowiązani są ponosić wspólnie koszty ich utrzymania.